# Hexaplex cichoreum
Murex endive
Espèce
Hexaplex cichoreum, le murex endive, est une espèce de mollusques gastéropodes marins appartenant à la famille des Muricidae. Espèce non dangereuse et non inscrite sur la liste des espèces menacées (IUNC).

## Description
Coquille oblongue, fusiforme, à spire courte et conique, avec huit à neuf tours très convexes, avec six varices longitudinales ; la base de la coquille est ouverte par un ombilic assez grand et profond ; il est circonscrit en dehors par un bord découpé en cinq épines fort longues, creusées en gouttière. La coloration de cette espèce est remarquable : elle est ordinairement blanche, quelquefois brunâtre, et les varices, ainsi que leurs digitations, sont d'un brun-noir très intense. Toute la surface extérieure est sillonnée assez régulièrement. Les sillons sont presque égaux.
Longueur maximale : 15 cm.

## Synonymie
- Murex endivia (Lamarck)[1].

## Noms vernaculaires
- murex endive
- pourpre impériale[2],[Information douteuse]
- rocher endive
- tête d'endive[3]

## Répartition
Espèce tropicale, de la zone sublittorale de l'océan Pacifique (ouest et centre) et du sud de la mer de Chine méridionale.

## Galerie

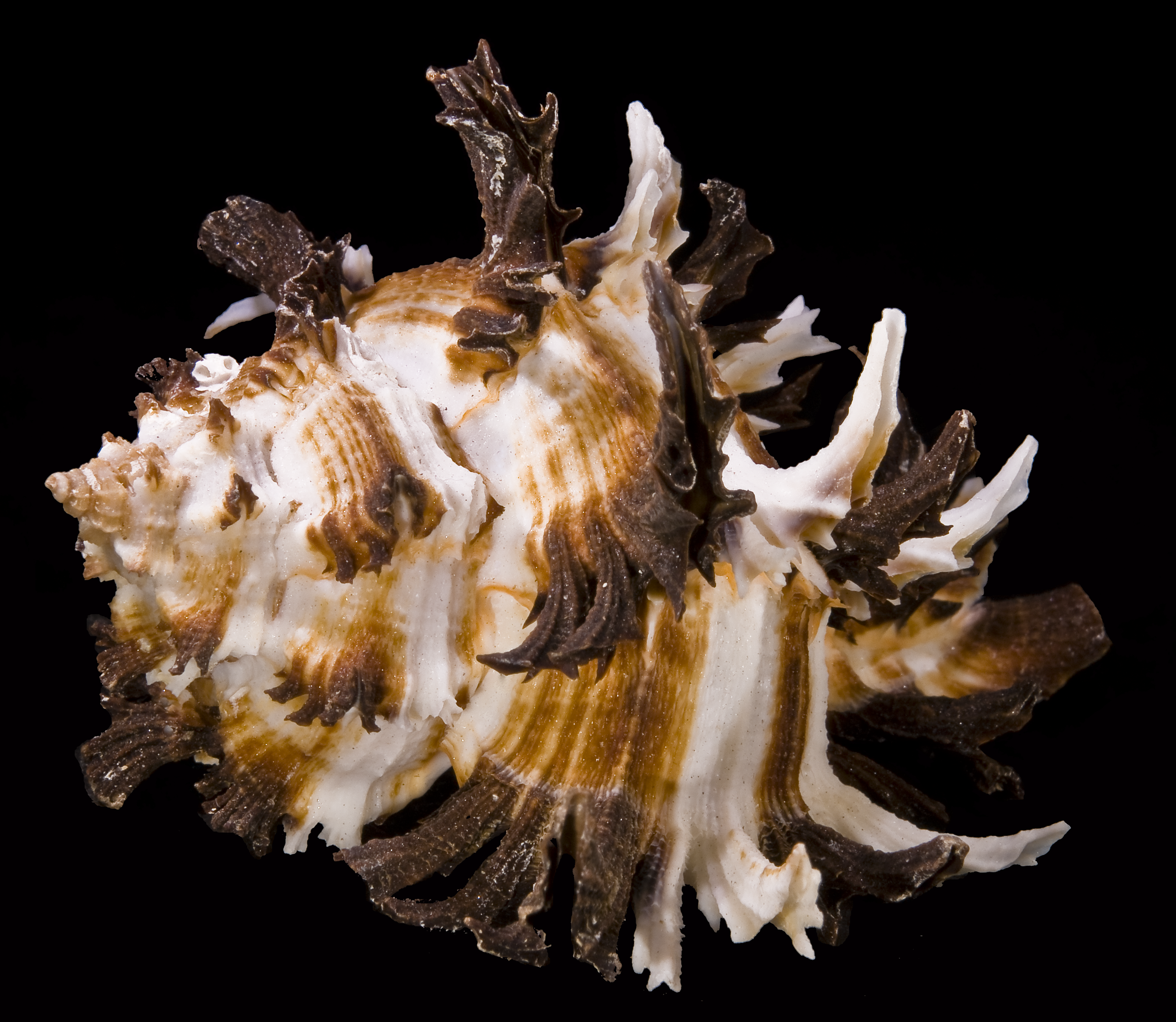
Murex endive
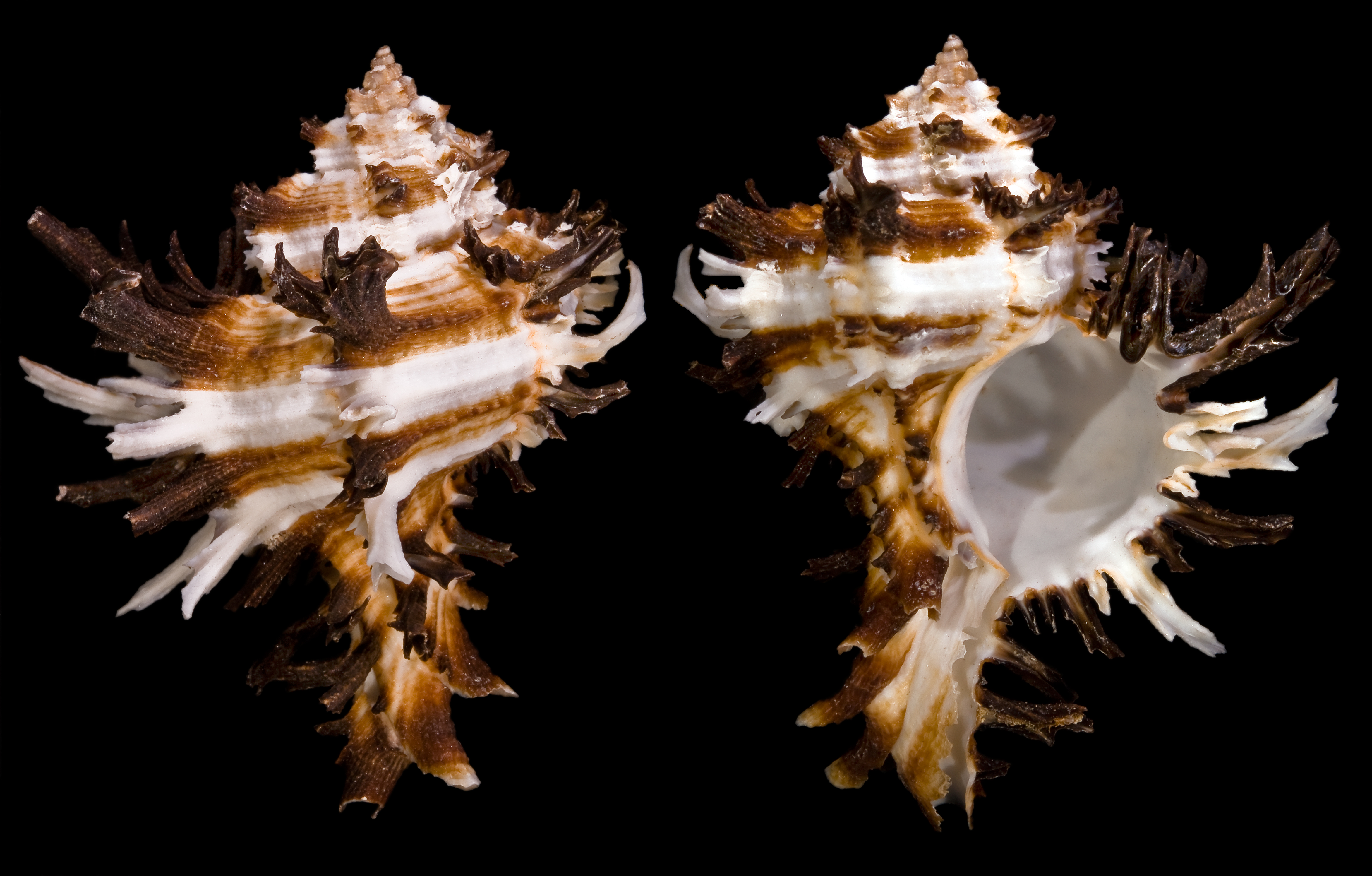
Profils du même spécimen
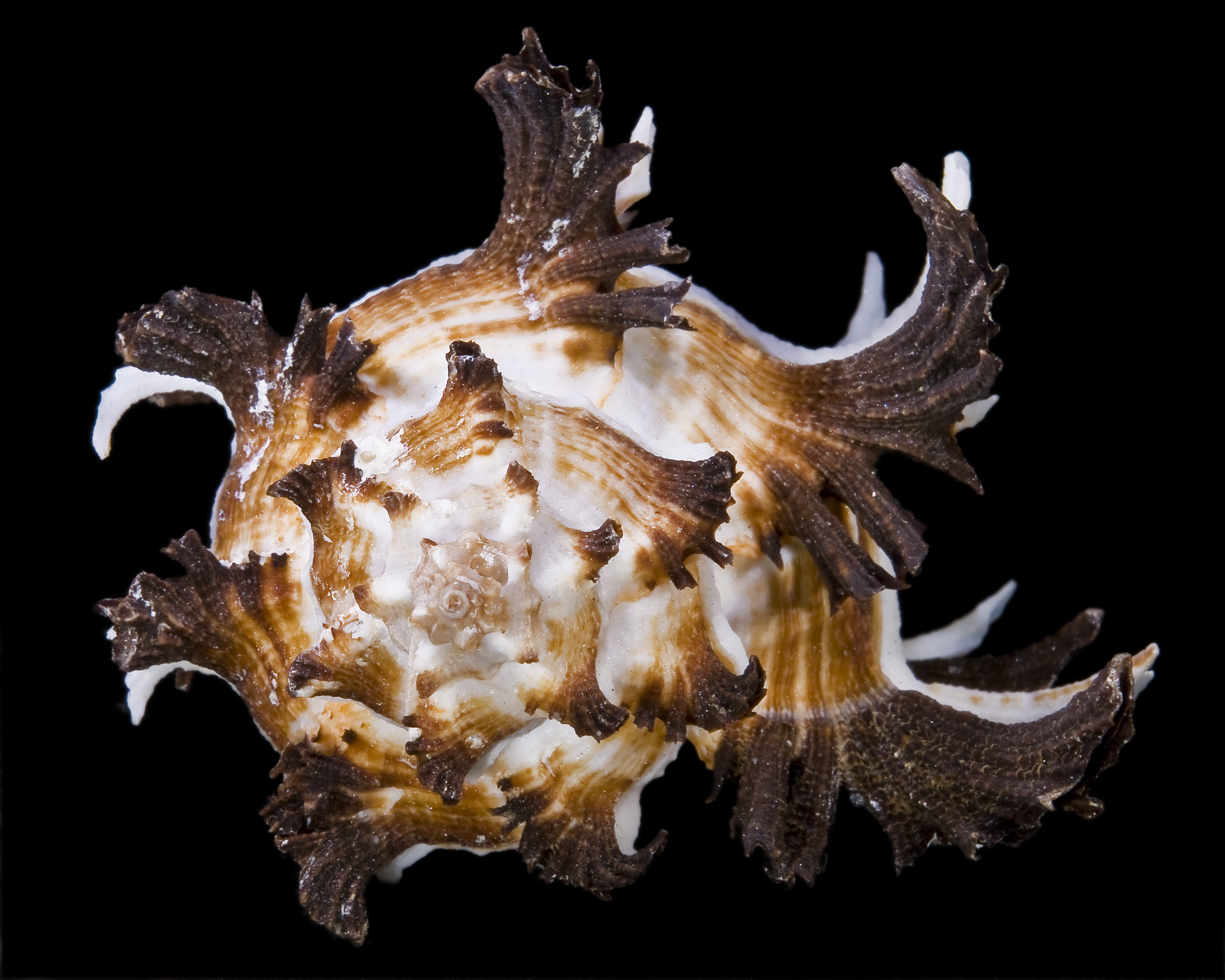
Apex